# 華盛頓堡公園 (馬里蘭州)
华盛顿堡（英語：Fort Washington），或翻譯成華盛頓要塞，位於馬里蘭州華盛頓堡非建制社區附近，俯瞰波托馬克河。曾經長達几十年的時間，華盛頓堡爲保护美國首都华盛顿特區的唯一的軍事堡壘。最原始的堡壘建於1809年，並且原本官方名稱爲沃伯頓堡（英語：Fort Warburton）。隨着越來越多人直接稱其爲華盛頓堡，1814年華盛頓堡已成爲其正式官方名稱。 目前華盛頓堡公園除了華盛頓堡本身外，公園範圍內還有其他一些分佈四周的炮臺建築，譬如梅格斯炮臺、懷特炮臺等等，以及一個遊客中心和華盛頓堡燈塔。
在1812年战争期間，因英軍推進，堡壘駐軍撤退並自毀堡壘。現所見的堡壘爲1814年重建，並於1824年正式宣告完工於。當前由美國国家公园管理局维护。它是石造结构，且能夠良好地使用加農炮射擊波托馬克河上的目標。这座堡垒在1840年代和1890年代进行了大規模的改建。堡垒最后一批军事人员於1946年撤離，並被移交给美国内政部。
如今的华盛顿堡公园拥有广泛的健行步道/自行车道和河景，是野餐、钓鱼、和户外休闲的理想之地。堡垒定期举行歷史重演活動，并设有一个小博物馆。在2006年，为迎接200周年纪念而對坍塌的外牆进行修復。
位于堡壘下方的華盛頓堡燈塔于1857年初次建立。目前的塔建于1882年，高28英尺（約8.53公尺）。

## 历史

### 美国原住民時期、殖民時期、和独立早期

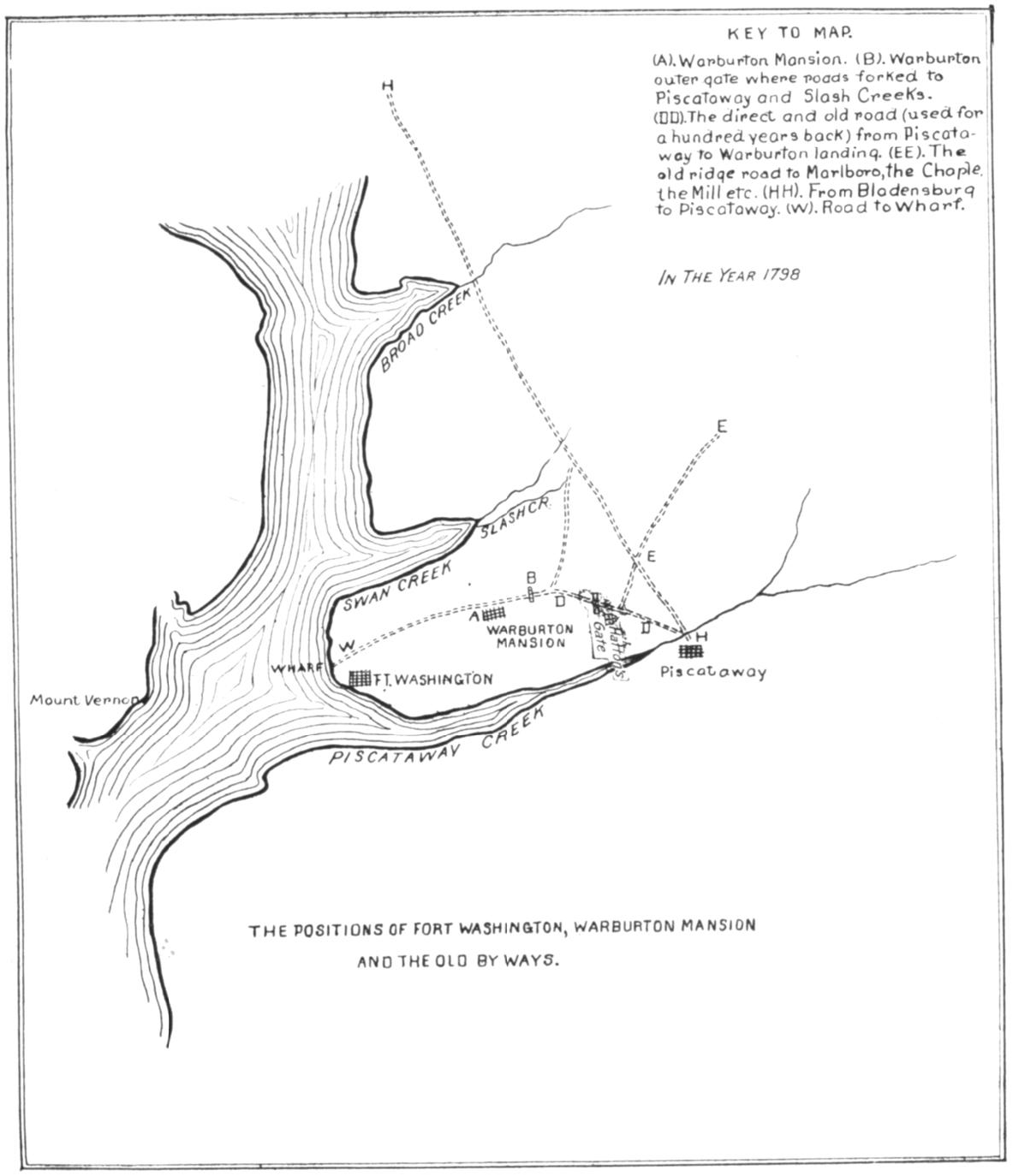
华盛顿堡、沃伯顿山莊、和1798年時的舊道路。

皮斯卡特維部落的美洲原住民长期居住在马里兰州南部的皮斯卡特維溪与波托马克河的交匯地区，他們早已了解此處岬角的防御价值。
当馬里蘭省領主伦纳德·卡尔弗特于1634年首次探索该地区时，他“发现周围高地充满了約500個帶有敌意的印第安人”。 在与皮斯卡特維人达成和平协议之后，为了保卫该省，於1645年在皮斯卡特維溪口的同一地点派駐了100名士兵。 
1661年，弗吉尼亚前殖民地总督愛德華·迪格斯建立了沃伯頓莊園，該莊園建立在一塊被皮斯卡特維溪、波托馬克河、與天鵝溪包夾的土地，面積約1200英畝。 在整个殖民时期，他的後代一直住在这块土地上。乔治·华盛顿建造的維農山莊，几乎是与沃伯顿庄园隔河相望。华盛顿经常拜訪迪格斯一家，或者在渡河前往马里兰州上馬爾伯勒或安纳波利斯的途中经过沃伯顿。
由於乔治·华盛顿經常拜訪沃伯頓山莊，且維農山莊擁有良好的視野，他开始熟悉沃伯顿的環境，并了解了其在波托马克河上的防御优势。 1794年，作为总统，他指示战争部長亨利·諾克斯在该地點建造了一座堡壘，预算不超过3,000美元。 但是該預算被核准後，堡壘卻是建在波托馬克河維吉尼亞側的瓊斯角。 1798年，华盛顿再次敦促在迪格斯角建一座堡垒，但並未成功。最终，在1805年，当国会正在考虑建立第二个沿岸防御工事系统时，战争部长指示喬納森·威廉姆斯中校评估在迪格斯角建立一座“圆形炮台，擁有譬如說十二門加農炮”。

### 1804–1814年
喬治·邦福德上尉被指派负责这项工作，而安纳波利斯麦迪逊堡的設計則被用在這個位於波托马克河的堡垒。很快就被发现，从托馬斯·迪格斯（英語：Thomas Digges）购买的四英亩土地太小了。時任上校的威廉姆斯指示邦福德上尉重新設計规模較小的版本。結果營房全被移到同一侧，一侧翼被缩短以适应新设计。 工程于1808年4月14日开始，并于1809年12月1日完成。预计将有120名炮兵被分配到此處作为战时驻军，華盛頓海軍工廠的炮艇将为该堡垒提供支援。邦福德上尉将这座堡垒描述为“封闭的半圓形砖石建筑，在波托马克河那侧带有圆形側翼”，还有两个連的宿舍，和总共15门加農炮。在要塞上方的悬崖上另有一个砖石塔，可以容纳一个连和額外的六门加農炮。后来，邦福德上尉报告说： “华盛顿堡其實是一種將標準化設計套用在不合適地点的尝试。它违反了防御工事的基本原则，也就是堡垒設計必须配合其所在地。”

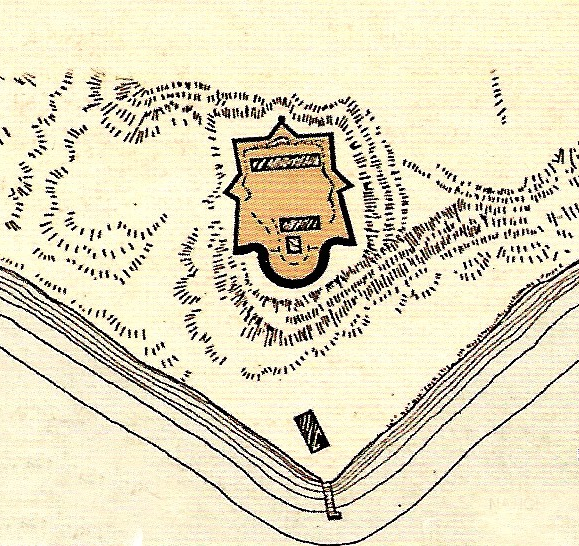
沃伯顿堡（之後稱爲华盛顿堡）的图示，建于1809年

完成后，它是波托马克河上唯一的防御工事。堡壘的臨河側被溝渠環繞，垂直的土墙從溝渠底部算起爲高14英尺。面向河的塔楼装有六门大炮。 尽管有12門或15門炮（之後又再增加）制高下方的河流，華盛頓外圍軍區指揮官准將威廉·H·溫德擔心敵海軍仍然可以衝破堡壘的防守。 这样一来，华盛顿将任其摆布。前一年调查也指出，堡垒的炮樓只能抵抗步枪攻擊，可能可以輕易被一门十二磅重的小炮摧毁。 它的驻军包括49名士兵，由美国陆军炮兵团的塞繆爾·戴森（英語：Samuel T. Dyson）上尉领导，还有美国第9和第12步兵团的人员。 
1812年6月18日，为回应英国对美国水手的強迫徵召和其他的不满，美国对英国宣战。当时，英国还与法国的拿破仑交战且投入了艦隊，因此沿美国海岸或对美国海岸的行動很少。 1813年7月，一个英国中队曾企图登上波托马克，但在遭到民兵的一些抵抗并遇到险恶的暗沙之后退却了。 随着对华盛顿安全的关注上升，皮埃爾·朗芬少校被派去评估这座堡垒，他报告说： “整个原始设计很糟糕，不可能通藉由改動來讓他完美”。海军部长下令增建一個擁有9門炮的岸邊炮台，並且由迪烏斯·沃茲沃思中尉指挥的水手門控制。在这个时候，“ 華盛頓堡”这个名字越来越受欢迎，但是官方信件经常使用沃伯頓、迪格斯角、在沃伯頓的堡壘、沃伯頓堡、和華盛頓堡。

### 摧毀
1814年4月，拿破仑退位并被放逐，使得英国军队和海军得以专注於與美国的冲突。 8月初，一部分詹姆斯·戈登船長领导的海军艦隊开始从乞沙比克灣登上波托马克河。战争部长约翰·阿姆斯特朗将军不認爲拿下華盛頓有任何军事价值。他认为英国向首都進軍的行動是一个诡计，坚持认为他们的實際目的地是巴尔的摩，因此没有加强华盛顿的防御。

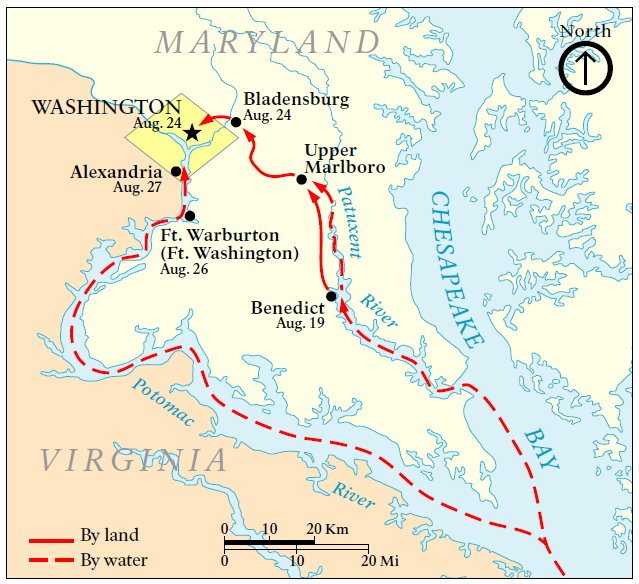
1814年8月英國進軍华盛顿

当英军終於在华盛顿附近登陸时，阿姆斯特朗将军终于采取了保护首都的措施。 1814年8月22日，羅伯特·楊（英語：Robert Young）准将被命令将600名民兵转移到华盛顿-皮斯卡特維路，以捍卫前往现称为华盛顿堡的堡垒的通路。华盛顿防衛司令威廉·H·溫德将军向戴森上尉发出命令：“防禦從主要道路通往堡垒的所有道路，如果敵人從堡壘後方滲透，炸毁堡垒，过河撤退”。海军造船厂司令托馬斯·廷吉提议在華盛頓堡派駐海军陆战隊，但遭到溫德将军拒绝，后者认为华盛顿堡守不住。
8月24日，英军在布拉登斯堡戰役中擊敗保卫首都的主要民兵部队，攻占華盛頓並且對城市縱火。英国军队焚烧华盛顿时，沃伯顿堡只有56人。该堡垒有26門火炮，从50磅哥倫比亞炮到6磅野戰砲都有，以及超过3,000磅的大炮火药。

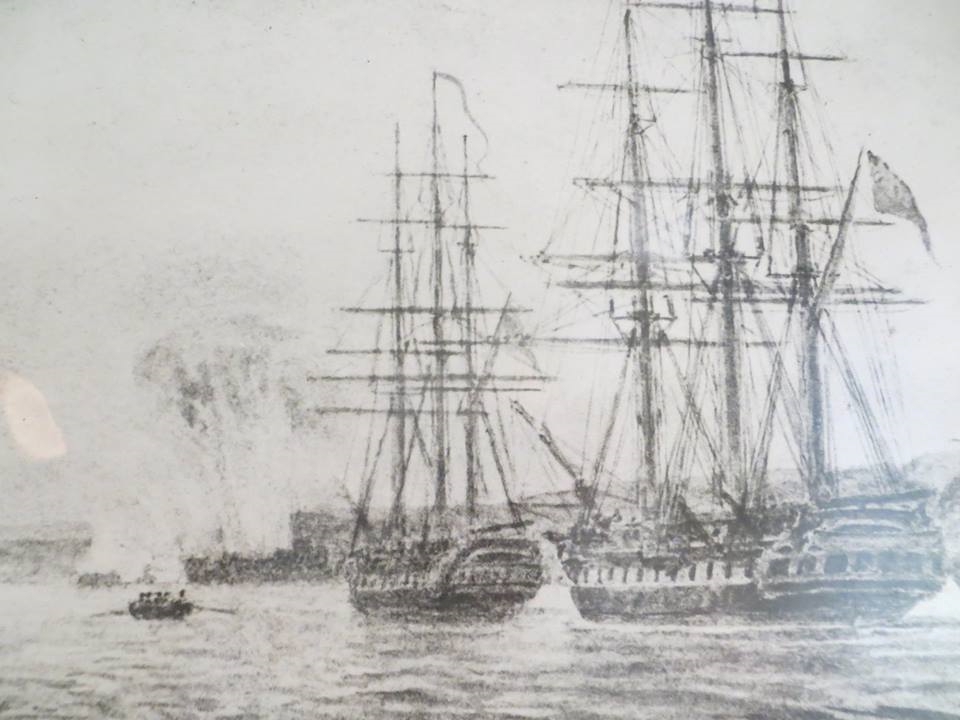
“ 1814年8月17日攻击波托马克的华盛顿堡。”欧文·约翰·大卫·贝文（Irwin John David Bevan）的水彩画

只有九门大炮能够向河上射击（许多其他的大炮缺乏裝備）。 27日，英军10艘舰队驶向堡垒。戈登船长的报告指出： “船队在日落前在剛好火炮射程外停下脚步；臼砲艦馬上佔據位置掩護巡防艦避免受到隔日早晨預計會出現的攻擊，並開始投擲炮彈至晚上7點。令我们惊讶的是，守军从要塞撤退了。不久之后，华盛顿堡被炸毁了。”第二天早上，舰队在堡垒前停下来，完成了摧毀，然后航行并占领了距上游仅几英里的弗吉尼亚亚历山大市。
戴森上尉随后被解除了職務，被命令回到他在亚历山大市的家中。军事法庭裁定他犯有放弃职务并破坏政府财产的罪行。他被免职，但没有受到其他惩罚。 战争部长阿姆斯特朗将军由于未能保护首都而被迫退休并放弃了担任总统的野心。

### 摧毀後至1860年

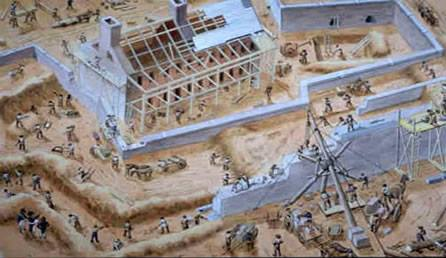
艺术家对第二座华盛顿堡的建造的描繪

在被摧毀後不到一个月的时间，华盛顿堡开始重建。该計劃由代理战争部長詹姆斯·门罗主導，他再次聘请了皮埃爾·朗芬。但是在計劃進行的過程中，華盛頓受到的軍事威胁已减少。1814年12月24日美國與英國在比利时根特签署了和平条约。在簽約消息未傳回美國本土前，美军在1815年1月8日的新奥尔良战役中順利地击败了英国人。當消息終於傳回時，對華盛頓防禦措施的關注早已經降低。
甚至在根特条约签订之前，門羅就开始限制朗芬的工作。在1814年11月，他对朗芬拆除一些旧堡垒提出了质疑，并要求提高经济效益。朗芬被告知要提交工作進度报告，并为战争部准备新堡垒的详细计划。 郎芬认为自己受到了侮辱，因此拒绝遵守。 1815年7月18日，所有工作被暂停，而两个月后的9月15日，郎芬被解雇。美国陆军工兵团的沃克·阿米斯特德中校取代了郎芬，並在几周内提出了第一份详细计划。

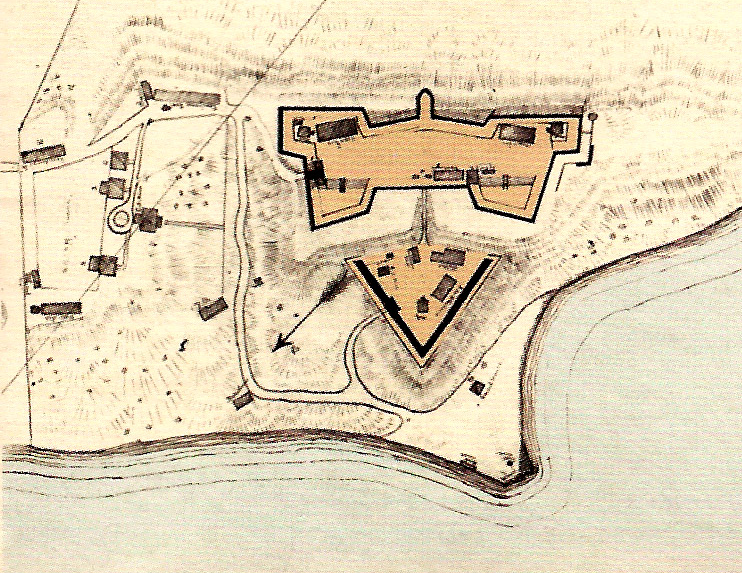
第二個华盛顿堡，竣工於1824。

在沃克·阿米斯特德的助手莫里斯（英語：T. W. Maurice）上尉的主導下，新砖造堡壘的建造稳步进行。1824年10月2日，这座堡垒宣告完工，但仍未武装。它至此時已花费了426,000美元。
在1840年代，该堡垒进行了大規模的改建，使其达到了第三代沿海防御工事的标准。工作人员建造了88个永久性的炮台（尽管直到1846年才安装了第一批炮）、增加了东墙的高度，重建了釣橋，加固了火药库，并增加了一个壕上障礙物，以防禦敵人從皮斯卡特維溪逼近。
墨西哥战争后，人员数量的日益短缺使美国陆军的资源紧张。如同其他駐地，华盛顿堡的駐軍也開始被抽離，只剩下必要的维修人员。 实际上，在1853年至1861年之间，只有軍械士約瑟夫·卡梅倫（英語：Joseph Cameron）全时驻守在堡垒。

### 1861至1865
随着地区分歧的增加以及内战爆發的可能性越來越高，华盛顿堡处于一個危險的位置：在国家首都附近，與人口最多的奴隶州隔河相望，并且堡壘本身就是位于拥有大量分裂主義份子的奴隶州。 至1861年2月，在南卡罗来纳州和其他六个州宣布獨立脱离美国后，弗吉尼亚州退出美國的可能性迫在眉睫，这使这座堡垒的地理位置变得至关重要。其他观察者認爲住在马里兰州喬治王子郡並同情南方軍的人會對堡壘構成威脅，因爲堡壘就位於此郡。

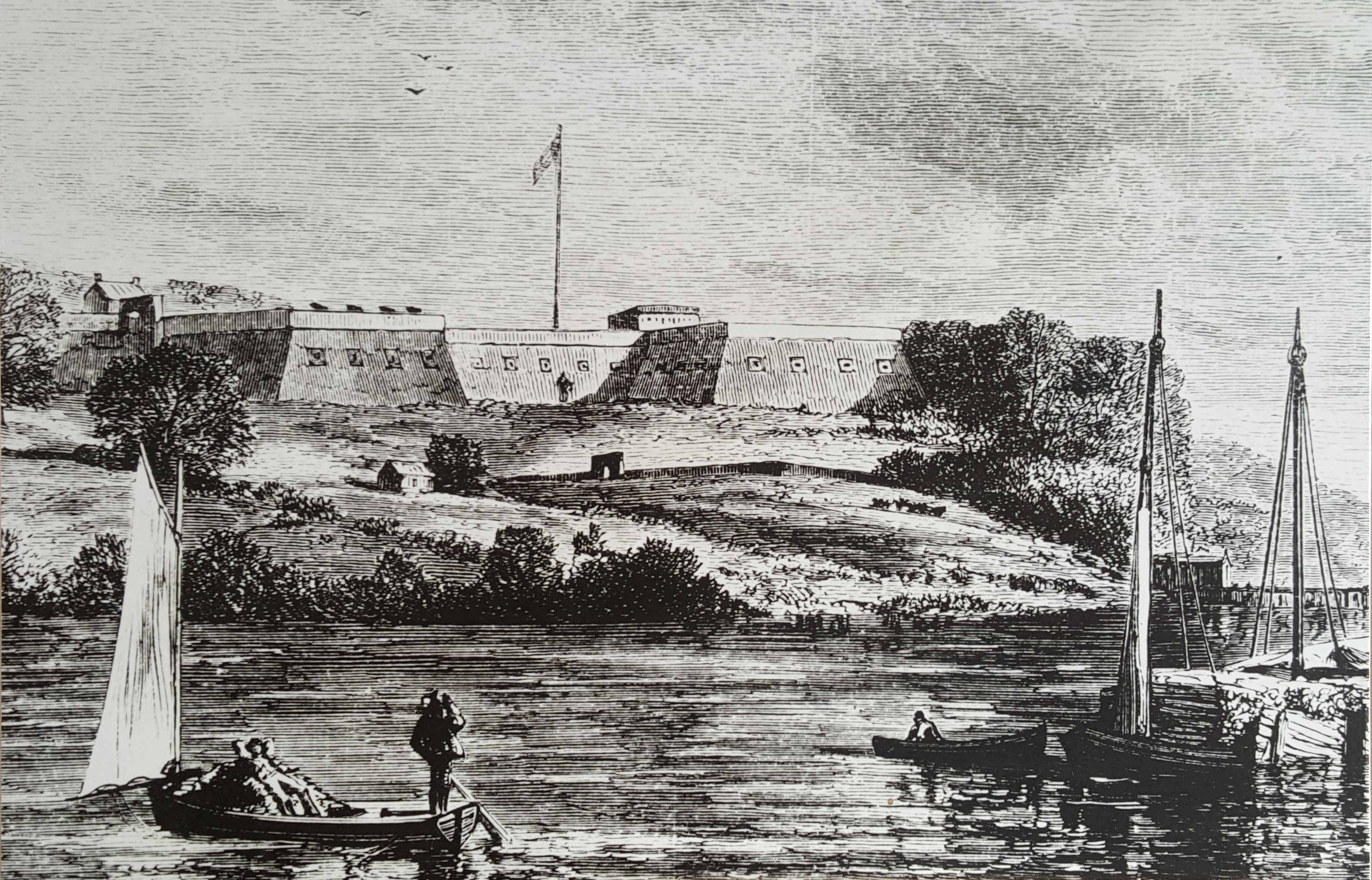
内战期間的华盛顿堡的畫作

1861年1月1日，海军部长艾薩克·圖西发出了保卫首都的命令。整頓防禦的任务落在了陆军工程官喬治·華盛頓·卡斯蒂斯·李中尉（罗伯特·李上校的儿子）身上。到1861年5月上旬，李氏父子都辞去美国陆军的职务，并加入他们的家乡弗吉尼亚州（南方軍）。 

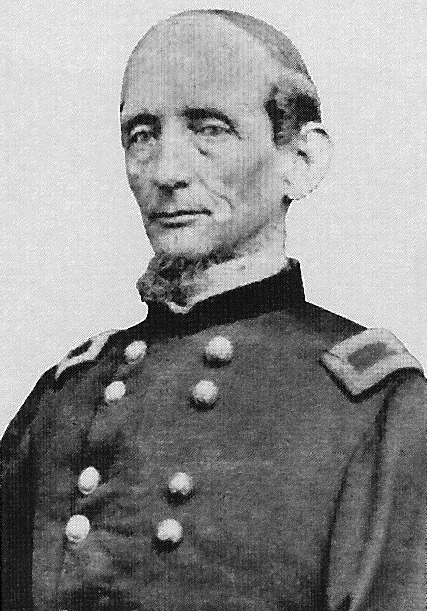
上尉约瑟夫·哈斯金（Joseph A. Haskin），内战期间为华盛顿堡的指挥官（照片爲准將時所照）

1861年1月5日，军械士約瑟夫·卡梅倫要求派遣部队至华盛顿堡。第二天，海軍造船廠的阿爾杰農·泰勒（英語：Algernon S. Taylor）上尉和40名美国海军陆战队队员抵达，預計防守堡壘直到訓練完畢的炮兵部队過來。 泰勒担心40名海军陆战队不够，要求增援。 1861年1月26日，一個美國陸軍新兵連替換了海军陆战队。 4月15日，南卡羅來納州查爾斯頓港的桑特堡投降的第二天，美国戰爭部派遣第1炮兵團D連至华盛顿堡。它是由約瑟夫·哈斯金上尉指挥。哈斯金上尉从路易斯安那州的巴頓魯治抵达华盛顿。他該年早些時候在巴頓魯治被迫向当地分离主義分子交出了联邦军火库和军营。 
有一段时间內，华盛顿堡是国家首都的唯一防御工事，而且至关重要，因为它控制着河上的行動。但是很快地，工兵團的約翰·G·巴納德少将在華盛頓特區建造了一系列共68个封闭的土制堡垒和炮台，以保护通往特區的所有通路。战争结束时，分佈長達20英里的步枪坑和30英里的军事道路包圍整個特區。另外由於華盛頓堡壘對陸上战役無關緊要，而邦聯海軍也从未尝试从波托马克河突袭華盛頓这座城市，所以最终，華盛頓堡在战争期间没有被捲入任何戰役。

### 1872年至1889年
内战结束後，联邦官员仔细研究了该国的海岸防禦系统。他们发现，美国沿海水域遇到携带12英寸炮、吃水深度小于24英尺的舰船攻擊時，非常脆弱。简而言之，美国海岸线面對世界主要海军强国時很脆弱，譬如英国、法国、俄罗斯、德国、丹麦、阿根廷、巴西、智利、和奥匈帝国。 
1872年，美国陆军工兵团开始准备新的防御工事。在1873年至1875年间，四門15英寸羅德曼炮和一個彈藥庫被蓋了一部分。 1875年，施工因爲资金不足而停滯了。 1887年，克里夫蘭总统发现国库有盈余。在此時的前兩年，由战争部長威廉·恩迪科特主持的一个防禦工事委員會推荐了一种新的海岸防禦系统，该系统采用重型钢制後裝式膛线火炮、大型臼砲、速射火炮、和水下水雷。整个计划要求在沿海和沿河岸的27个地点安装新的防御工事。 
直到1889年本傑明·哈里森成为总统后，新系统的施工才开始。第五十一屆国会找到了辦法解决克利夫兰执政最后两年飽受困扰的国库盈餘問題。国会提出并通过的支出法案包括新的公共建筑、河道整修、甚至是内战退伍军人的养老金（過去已许诺但一直未實現）等。其中一些盈余资金（1890年的1,221,000美元和1891年的750,000美元）被用在海岸防衛。
戰爭部長恩迪科特所主持的委員会建議使用十三門10英寸和12英寸火炮加上150枚水下水雷來防禦華盛頓。他们将被安裝在马里兰州的华盛顿堡和維吉尼亞州的謝里登角（后来的亨特堡），估计费用为130万美元。

### 1890年至1898年

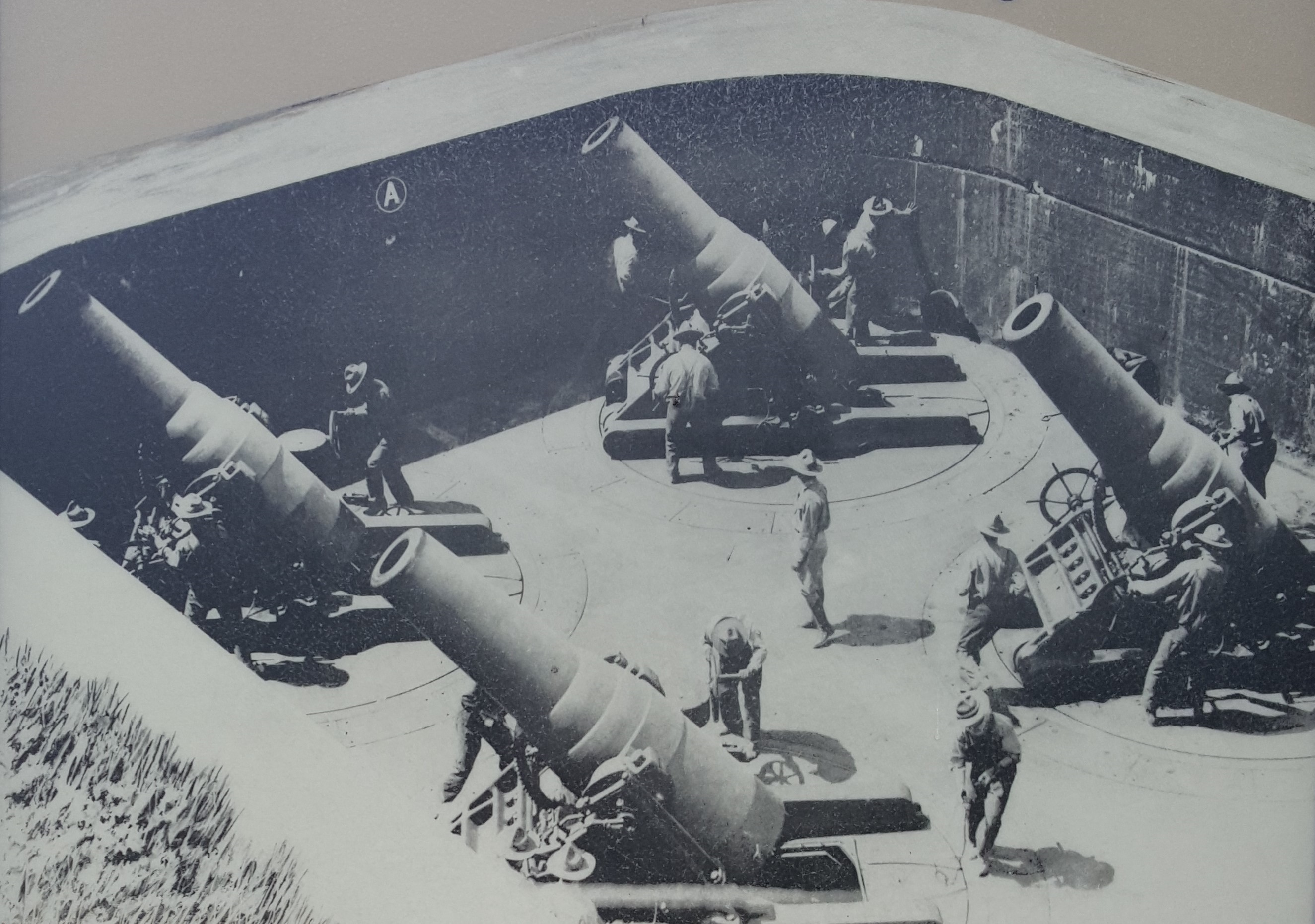
梅格斯炮臺（Battery Meigs）的12英寸海岸防禦迫擊砲

1890年1月11日，防禦工事委員會受命调查并提交一个华盛顿防衛計劃。他们建议將大多數防禦工事建設在华盛顿堡。计划的其中一部分是在堡垒的北端建造一个地下水雷控制室。新的防御工程從控雷所（英語： mine casemate，電線引爆水雷的地下控制室）開始。次年迪凱特炮臺破土動工，但又被暫停以等待10英寸隱顯炮架的設計完成。炮臺以馬里蘭州出生的海軍准將斯蒂芬·迪凱特爲名，他被視爲1812年戰爭和巴巴里战争的英雄。1896年炮臺恢复施工，并于1897年初安装了火炮。 1897年，埃默里炮臺（英語：Battery Emory，以威廉·H·埃默里少将命名）开始動工。
漢弗萊斯炮臺始建于1898年，以安德魯·漢弗萊斯少將爲名。梅格斯炮臺建於1898年，爲12英寸臼砲炮臺，设计用來發射垂直攻擊现代军舰的薄甲板，以蒙哥馬利·梅格斯少将命名。它最初有8个12英寸臼炮，但后来从炮坑中移走了2个。華盛頓堡的三個速射火炮炮臺上各有兩門火炮，這些炮臺爲：建於1898年的怀特炮臺、1899年的史密斯炮臺、以及1902年的詹姆斯·曼尼炮臺（英語：Battery James Many）。 策划华盛顿防务的工程委员会的主席彼得·海恩斯（英語：Peter C. Haines）中校在1891年6月26日的信中描述了工程的目的： “华盛顿堡的防御工程旨在防止敌对舰队到达足以轟炸國會及華盛頓海軍造船廠的距離。除了在從水上攻擊之外，幾乎沒有其他攻擊手段能從這個位置發起。因此，這些防御措施只被設計用來抵抗这种來自敵對海軍的攻击。”

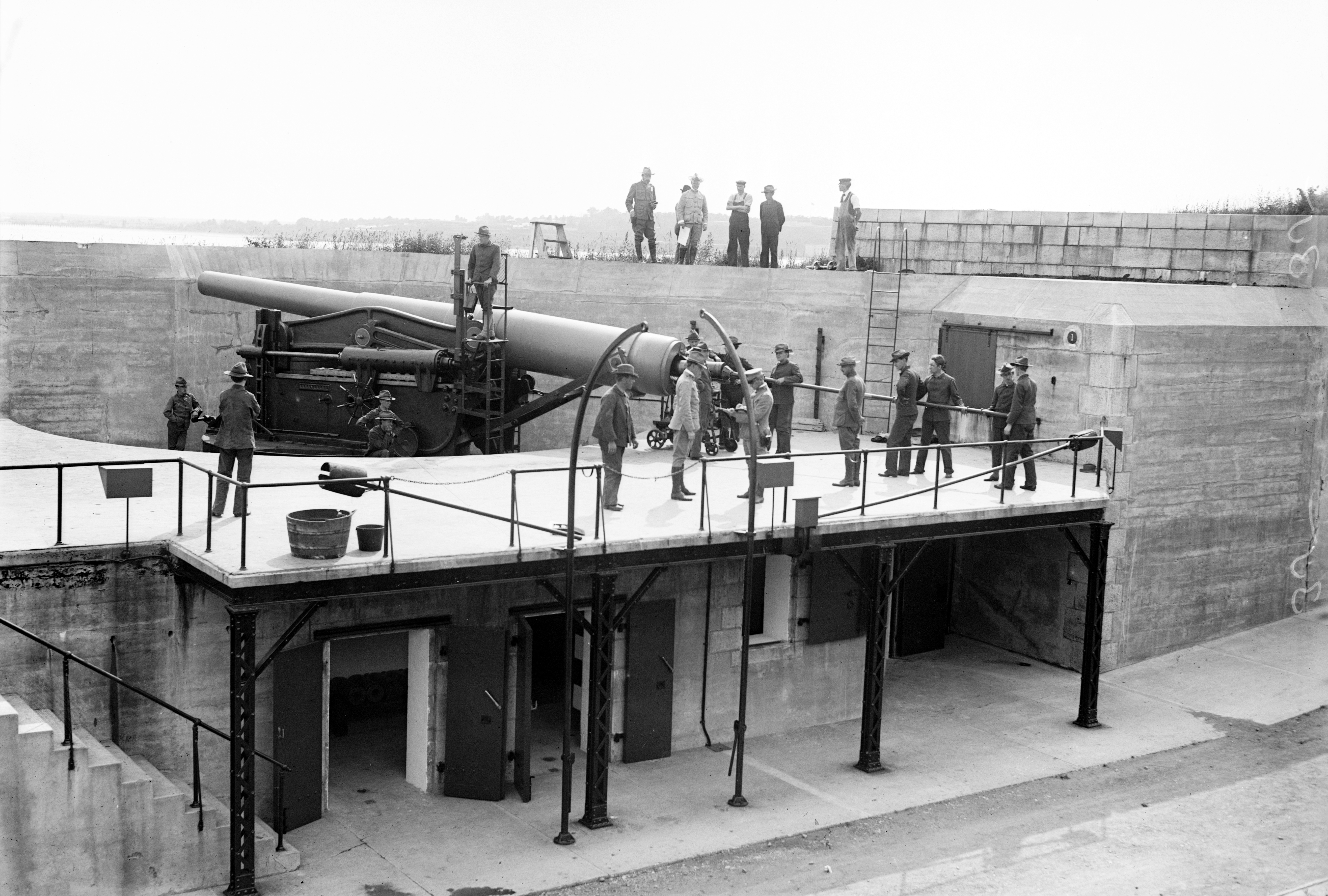
迪凱特炮臺（Battery Decatur）使用的火炮（圖爲位于纽约州漢密爾頓堡的10英寸M1895火炮）

1898年4月，缅因州号在哈瓦那港爆炸，令美国卷入了美西战争。到此时为止，整个海防系统的工作進度缓慢，只有少数炮臺已完工。戰爭爆發後施工開始加速，以便應付任何來自西班牙军舰的袭击。三角堡（一種蓋在堡壘角落、外凸的三角型防禦工事）上的兩門15英寸罗德曼加农炮被拆除，并为速射火炮建造了一個混凝土炮臺。許多炮臺通了電並安裝了电话。计划在实验炮臺上射击的10英寸火炮被安裝在漢弗萊斯炮臺附近的砲座上。波托马克还河還佈置了水雷，这是有史以来唯一一次。
第一支使用這些新火炮的單位爲美國第4炮兵團A連，1897年7月21日起駐紮在迪凱特炮臺。1901年，A連被更名为海岸炮兵部隊第37连，并一直駐守至1904年。驻守华盛顿堡的其他单位包括海岸炮兵第44、104、和116连。

### 1898年至1940年

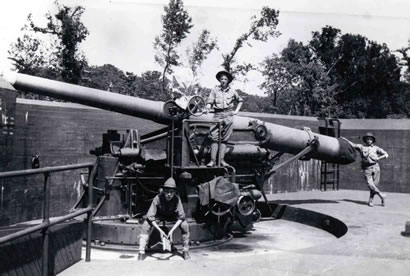
1920年代6英寸M1897火炮的操作人員

1898年7月3日，美国海军在古巴聖地亞哥戰役摧毁了西班牙舰队，且由於已達到戰爭實際目的，美西战争结束。波托马克河的水雷被移除，同年晚些时候，装在汉弗莱斯炮臺附近的10英寸火炮被转移到新的炮座，以测试在战争爆发前不久才建造的木头和铁制女兒牆。 1899年6月，阿格爾試驗中，其中一門炮向由战争部長设计的女兒牆開火。测试結果顯示，混凝土对膛線火炮有更有效的防禦，比當時工程师可以使用其他任何设计都有效。
1899年7月，迪凯特、埃默里、汉弗莱斯、和怀特炮臺被正式移交给堡壘的炮兵司令，该要塞成为波托马克海岸防衛司令部的一部分。尽管這些炮臺自建造以来一直由炮兵控制，但正式移交前一直屬於工兵團的财产。第一次世界大战期间，迪凯特炮臺的火炮被拆除，並被運送至維吉尼亞州的门罗堡，然后再将其运至欧洲在法国使用。

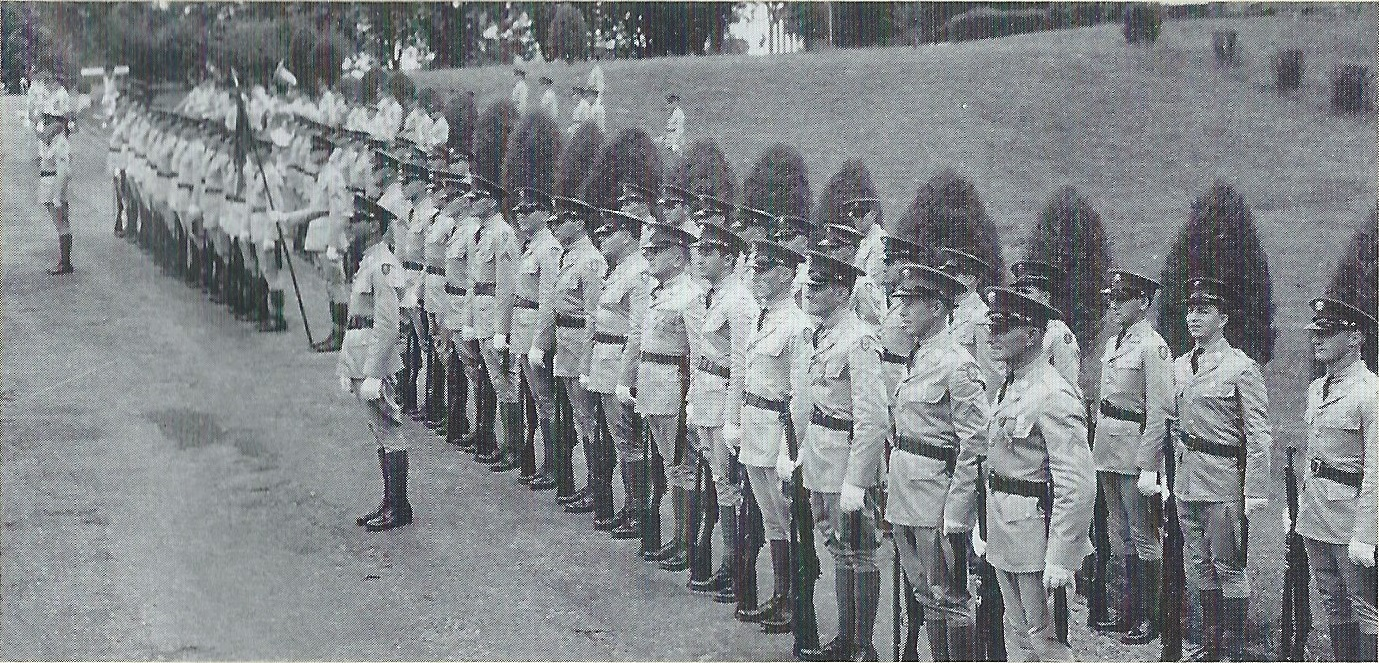
1935年的仪仗队正在等待助理战争部长的到来

华盛顿堡在此時由哥倫比亞特區國民警衛隊陸軍第260海岸炮兵團驻守。許多其他單位也在該堡被組織起來，包括，譬如說第8临时炮兵营，然后被派往法国，成为第53铁路炮兵團。 1924年，海岸防卫司令部更名为“港口防衛司令部”。第一次世界大战后，数个港口防衛司令部解除了武装，其中包括1929年的华盛顿堡。 
1930年5月29日，国会建立了华盛顿堡公园，作为喬治華盛頓紀念大道其中一段的終點站，但該段最後並未被實際建設起來。 然而，直到1939年，堡垒才真正从军事用途移交为民用用途。从1922年6月到1939年6月，第12步兵團第3营使用华盛顿堡。堡垒此時的主要功能是作为华盛顿的城市守备。这些年来，其士兵参加支援了各种场合，包含游行、仪式、和葬礼。1939年，第3营搬到阿灵顿公墓附近的邁爾堡。同年，该堡垒被移交给内政部，并建立了一个平民保育團營舍。 同样在1939年，该场地被預計用作前述的公路終點站，以及作爲一座从弗吉尼亚州穿过波托马克河的橋的终点。 然而沒多久後爆發了第二次世界大戰，華盛頓堡又被移交回軍方。

### 1941年至今

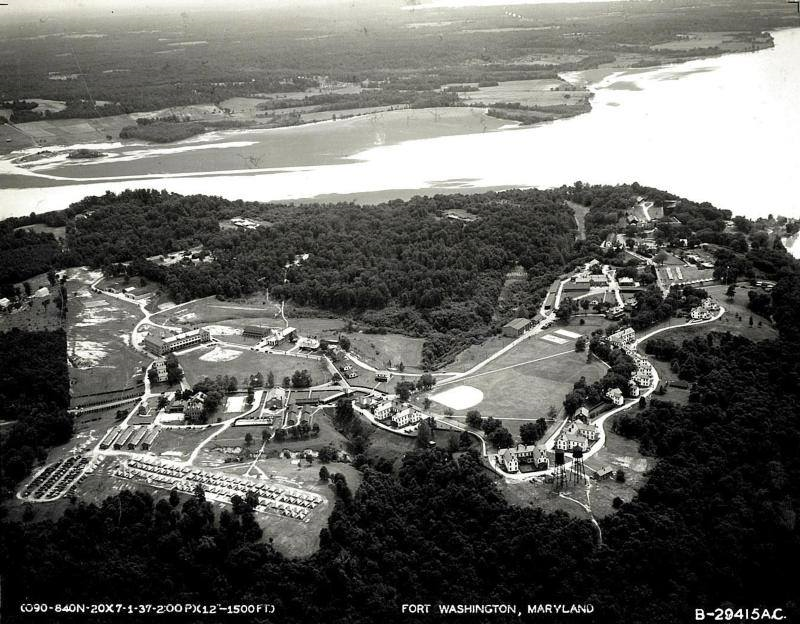
1937年對华盛顿堡的航拍照片

在1941年12月7日的珍珠港事變之后，美国迅速从和平时期转向戰爭時期以滿足戰爭需求。已有的设施投入使用，包含华盛顿堡被还给了战争部，讓其在第二次世界大戰中使用。在此期间，该駐點進一步扩大，建造了更多建筑物，以容纳学生以及为军事人员的訓練提供支助服务。

在華盛頓堡的第67WAAC分遣队

行政官學校于1942年1月迁至堡垒。它对陆军军官进行了行政管理和人员分类职责的培训。学校每60天訓練出300名军官。副官学校的一部分爲軍官候選人學校，该学校第一屆班級畢業了25人，此后每三个月訓練出20名新军官。
1943年3月3日，女子陸軍部隊第67支隊向华盛顿堡报到，并成为行政官学校服务連隊的一部分。他被赋予行政、通讯、和运输职能，以替代被派往海外的男性人员。华盛顿堡的大多数女性在佛罗里达州的戴通納海灘接受基础培训，但仍有少数人在其他中心接受了培训。每日工作时间很长，通常需要12到16个小时，每个星期五下班后都会进行服裝檢閱，周六的早晨进行正式的閱兵和检查。但是在华盛顿堡服务并不是只有工作，仍然有一些时间来休息和放松。基地的游泳池在夏季是一个受欢迎的活动，還有一辆军用巴士从前门开往华盛顿。每个星期五晚上俱乐部里有舞會。
战争结束时，退伍军人管理局将该地区的部分建筑和其他建筑物用作公共房屋。1946年，堡垒再次归内政部所有。两次世界大战之间的许多建筑物被拆除。从此时起，堡壘一直都是一个纪念悠久沿海防御工事历史的公园，是历史爱好者、自然愛好者、和其他公园游客的休闲去處。

## 現代使用狀況
访客中心位于堡垒前方山丘上的黄色房屋中，里面陈列着描述华盛顿堡为美国首都守护者的展品，以及堡垒相關訊息的視聽節目。 一個3英里长的步道繞着公園的邊界一圈。賞鸟者常來此公园賞鳥，波托马克河沿岸可以釣魚。
华盛顿堡全年開放，園區从早上8點開至日落，堡垒和游客中心則从早上9点开放至下午4点(（冬季）或下午5点（夏季）。公园裡禁止喝酒。允许狗，但必须用6英尺的狗繩拴住，並且主人必須無時無刻管理好狗。从4月到10月，每个月的一个星期日會举行南北戰陣火炮展示。
- 從波托馬克河對岸眺望華盛頓堡
- 華盛頓堡內院